# Nguyễn Bá Cẩn

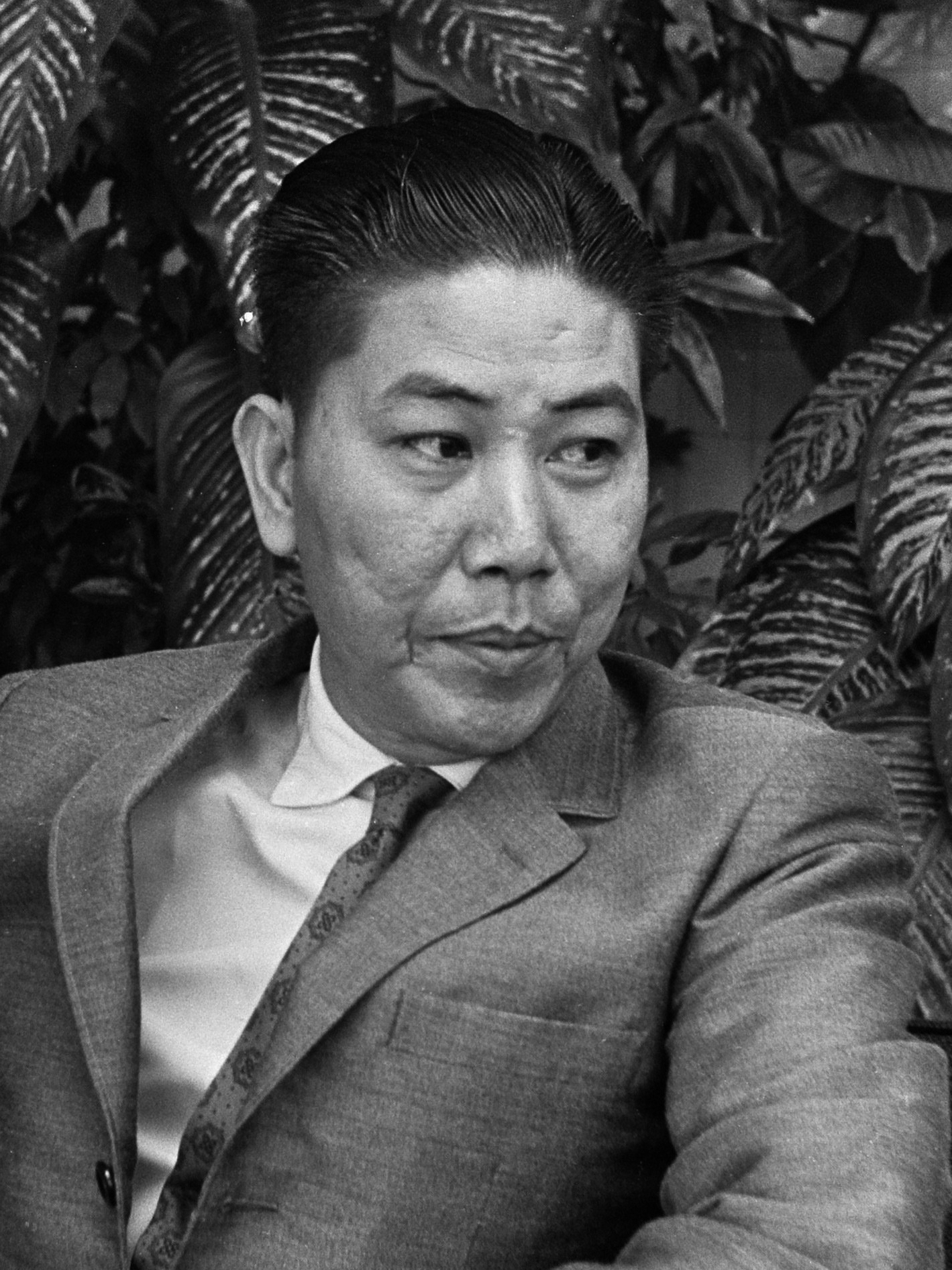
Nguyen Ba Can (1968)

Nguyễn Bá Cẩn (9 de setembro de 1930, em Cần Thơ - 20 de maio de 2009, em San Jose, Califórnia) foi primeiro-ministro do Vietname do Sul de 4 de abril de 1975 a 24 de abril de 1975; servindo sob os presidentes Nguyễn Văn Thiệu (4 de abril a 21 de abril) e Trần Văn Hương (21 de abril a 24 de abril).